# Anthony Miller (botanico)
Anthony G. Miller (1951) è un botanico britannico.

## Biografia
Ha lavorato presso il Royal Botanic Garden di Edimburgo. Ha descritto per la prima volta e denominato circa 100 specie di piante.

## Opere principali
Fra le opere principali di Miller si ricordano:
- A.G. Miller, T.A. Cope, J.A. Nyberg, Flora of the Arabian Peninsula and Socotra, volume 1, Edinburgh University Press, 1996, 586 pagg., ISBN 0-7486-0475-8.
- A.G. Miller,  M. Morris, S. Stuart-Smith, Plants of Dhofar, the southern region of Oman: traditional, economic, and medicinal uses, Ed. Diwan of Royal Court, Sultanato dell'Oman, 1988, 361 pagg., ISBN 0-7157-0808-2.

## Onorificenze
Le seguenti specie sono state nominate in suo onore:
- (Araceae) Philodendron milleri Croat[2]
- (Asclepiadaceae) Echidnopsis milleri Lavranos[3]